# Youcef Atal
Youcef Atal (ur. 17 maja 1996 w Boghni) – algierski piłkarz występujący na pozycji obrońcy we francuskim klubie OGC Nice oraz w reprezentacji Algierii. Wychowanek JS Kabylie, w trakcie swojej kariery grał także w takich zespołach, jak Paradou AC oraz Kortrijk.